# 고유 사상
대수기하학에서 고유 사상(固有寫像, 영어: proper morphism)은 복소다양체 사이의 고유 함수를 일반화하는 스킴 사상의 종류이다.

## 정의
스킴 사상 {\displaystyle X\to S}가 다음 조건을 만족시킨다면 보편 닫힌 사상(普遍닫힌寫像, 영어: universally closed morphism)이라고 한다.:100
- 임의의 스킴 사상 {\displaystyle S'\to S}에 대하여, 밑 전환 (즉, 당김의 사영 사상) {\displaystyle X\times _{S}S'\to S'}은 항상 (위상 공간 사이의 함수로서) 닫힌 함수이다.

두 스킴 {\displaystyle X}, {\displaystyle S} 사이의 사상 {\displaystyle f\colon X\to S}가 다음 조건을 만족시킨다면 고유 사상이라고 한다.:100
- 보편 닫힌 사상이다.
- 유한형 사상이다.
- 분리 사상이다.

대수적으로 닫힌 체 {\displaystyle K} 위의 대수다양체 {\displaystyle X}에 대하여, 만약 한 점으로 가는 사상 {\displaystyle X\to \operatorname {Spec} K}가 고유 사상이라면, {\displaystyle X}를 완비 대수다양체(完備代數多樣體, 영어: complete variety)라고 한다.:105 이는 위상 공간의 콤팩트성에 대응하는 조건이다. 위상 공간 {\displaystyle X}의 경우, 한 점을 갖는 위상 공간으로의 사상 {\displaystyle X\to \{\bullet \}}이 고유 함수인 것은 {\displaystyle X}가 콤팩트 공간인 것과 동치이기 때문이다.

### 값매김 조건
고유성의 값매김 조건(영어: valuative criterion of properness)에 따르면, 임의의 스킴 {\displaystyle X}와 국소 뇌터 스킴 {\displaystyle Y} 사이의 준콤팩트 분리 유한형 사상 {\displaystyle f\colon X\to Y}에 대하여, 다음 두 조건이 서로 동치이다.:144, Théorème 7.3.8:101, Theorem II.4.7
- {\displaystyle f}는 고유 사상이다.
- 임의의 이산 값매김환 {\displaystyle R}에 대하여, 자연스러운 포함 관계 {\displaystyle i\colon \operatorname {Spec} \operatorname {Frac} R\to \operatorname {Spec} R}에 대한 오른쪽 유일 올림 성질을 만족시킨다. 즉, 임의의 값매김환 {\displaystyle R}, 임의의 사상 {\displaystyle x\colon \operatorname {Spec} R\to X} 및 임의의 사상 {\displaystyle {\bar {y}}\colon \operatorname {Spec} R\to X}에 대하여, 만약 {\displaystyle {\bar {y}}\circ i=f\circ x}라면, {\displaystyle x={\bar {x}}\circ i}인 사상 {\displaystyle {\bar {x}}\colon \operatorname {Spec} R\to X}가 항상 유일하게 존재한다.
{\displaystyle {\begin{matrix}\operatorname {Spec} \operatorname {Frac} R&{\xrightarrow {x}}&X\\{\scriptstyle i}\downarrow &\nearrow {\scriptstyle \exists !{\bar {x}}}&\downarrow \scriptstyle f\\\operatorname {Spec} R&{\xrightarrow[{\bar {y}}]{}}&Y\end{matrix}}}

이 조건에서, "유일하게 존재한다"를 "존재한다면 유일하다"로 바꾸면, 분리 사상의 값매김 조건을 얻는다. 즉, 공역이 국소 뇌터 스킴인 유한형 사상에 대하여, 다음과 같은 값매김 조건이 존재한다.
| 조건           | 올림이 항상 존재? | 올림이 존재한다면 유일? |
| -------------- | ----------------- | ----------------------- |
| 보편 닫힌 사상 | 예                | 아니오                  |
| 분리 사상      | 아니오            | 예                      |
| 고유 사상      | 예                | 예                      |

여기서 "올림"은 값매김환의 닫힌 점의 포함 사상 {\displaystyle \operatorname {Spec} \operatorname {Frac} R\to \operatorname {Spec} R}에 대한 것이다.

## 성질
모든 유한 사상은 고유 사상이다. 특히, 모든 닫힌 몰입은 고유 사상이다.
다음과 같은 포함 관계가 성립한다.
스킴 사상 ⊇ 국소 유한형 사상 ⊇ 유한형 사상 ⊇ 고유 사상 ⊇ 유한 사상 ⊇ 닫힌 몰입

### 완비 대수다양체
대수적으로 닫힌 체 위의 사영 대수다양체는 항상 완비 대수다양체이다. 낮은 차원에서는 그 역이 부분적으로 성립한다.
- 1차원: 대수적으로 닫힌 체 위의 모든 (기약) 대수 곡선은 사영 대수다양체이다.[1]:105, Remark II.4.10.2(a)
- 2차원: 대수적으로 닫힌 체 위의 모든 (기약) 비특이 대수 곡면은 사영 대수다양체이다.[1]:105, Remark II.4.10.2(b) 반면 특이점을 갖는, 사영 대수다양체가 아닌 복소수 완비 대수다양체가 존재한다.[1]:105, Remark II.4.10.2(c)[3]:Theorem 1, Example 1
- 3차원 이상에서는 히로나카의 예(영어: Hironaka’s example)로 불리는, 사영 대수다양체가 아닌 복소수 비특이 완비 대수다양체가 존재한다.[1]:105, Remark II.4.10.2(d)[3]:Theorem 2[4][5]

복소수 위의 비특이 대수다양체 {\displaystyle X}에 대하여, 다음 두 조건이 서로 동치이다.
- 완비 대수다양체이다.
- {\displaystyle X}에 대응하는 복소다양체 {\displaystyle X^{\operatorname {an} }}는 콤팩트 공간이다.

### 나가타 콤팩트화 정리
스킴 {\displaystyle X}에서 뇌터 스킴 {\displaystyle S}로 가는 분리 유한형 사상 {\displaystyle f\colon X\to S}이 주어졌다고 하자. 나가타 콤팩트화 정리(영어: Nagata compactification theorem)
에 따르면, {\displaystyle f}는 다음과 같은 꼴로 분해될 수 있다.
{\displaystyle f={\bar {f}}\circ \iota }
여기서
- {\displaystyle {\bar {X}}}는 스킴이며, {\displaystyle {\bar {f}}\colon {\bar {X}}\to S}는 고유 사상이다.
- {\displaystyle \iota \colon X\to {\bar {X}}}는 열린 몰입이다.

이에 따라, 뇌터 스킴 위의 모든 분리 유한형 사상은 고유 사상에 가깝다. 특히, 대수다양체의 경우, 모든 대수다양체는 완비 대수다양체의 자리스키 열린집합으로 나타내어진다.
보다 일반적으로, 이 정리는 {\displaystyle S} 위의 조건을 뇌터 스킴에서 콤팩트 준분리 스킴으로 약화시켜도 성립한다.